# Poetisk realism (film)
Poetisk realism (franska: Réalisme poétique) var en stil inom fransk film under 1930- och början av 1940-talet.
Handlingen var realistiskt utformad, ofta med samhällskritiska inslag och vanligen kring människor ur arbetarklassen i en utsiktslös tillvaro. Filmens karaktärer var i det typiska fallet dömda att misslyckas, även om man kanske kunde ana något kvarstående litet hopp i bakgrunden, komik blandades med tragedi och ofta användes långa tagningar. Poetiska inslag i den filmiska framställningen medgav effektiv förmedling av karaktärernas känslor, ofta med tekniker utvecklade inom impressionistisk och surrealistisk film.
Några exempel på filmer inom den poetiska realismen är L'Atalante (1934) av Jean Vigo, Den stora illusionen (La Grande Illusion, 1937) av Jean Renoir, Pépé från Marseille (Pépé le Moko, 1937) av Julien Duvivier och Dimmornas kaj (Le Quai des brumes, 1938) av Marcel Carné.
Poetisk realism ses, tillsammans med tysk expressionism, som föregångare till film noir. Det händer därför ibland att poetisk realism klassificeras som fransk film noir.